# Kościół św. Małgorzaty w Raciborowicach
Kościół św. Małgorzaty – gotycki kościół murowany znajdujący się w Raciborowicach, w gminie Michałowice, w powiecie krakowskim.
Kościół został wzniesiony w latach 1460–1476 z fundacji Jana Długosza w tzw. „stylu długoszowym”. Kościół jest budowlą jednonawową z prezbiterium zakończonym prostokątnie, nakrytym sklepieniem krzyżowo-żebrowym. Prostokątna nawa kryta jest stropem. Bogate jest wyposażenie w detal kamieniarski. Do najbardziej charakterystycznych motywów należą ostrołukowe portale uskokowo-schodowate i liczne kartusze z herbem Wieniawa (głowa żubra) Jana Długosza. Na zwornikach sklepiennych prezbiterium oprócz herbu Wieniawa, znajduje się również herb Kapituły Krakowskiej – trzy korony. Wystroju dopełnia płaskorzeźbiona tablica erekcyjna z reliefem patronki kościoła – św. Małgorzaty wraz z inskrypcją (1476) i herbami.
We wnętrzu wyróżnia się Ołtarz Główny w stylu barokowym i krucyfiksem z 1440 roku, znajdujący się w ołtarzu bocznym obraz Matki Boskiej Śnieżnej z Dzieciątkiem pochodzący z 1526 roku, renesansowa płyta nagrobna ks. Walentego Brzostowskiego (zm. 1586) i trzy epitafia: dwa renesansowe z XVI wieku – Mikołaja i Jana Rajskich i Anny z Lipia Linkowej oraz jedno klasyczne Jerzego Dubieckiego z 1767 roku. W nawie głównej na północnej ścianie w 1963 r. odkryto renesansową polichromię.
Z tutejszą świątynią związany był Jan Długosz – fundator kościoła i pierwszy proboszcz parafii Raciborowickiej oraz Karol Wojtyła, który spędził tutaj kilka miesięcy jako kleryk.
Obiekt został wpisany do rejestru zabytków nieruchomych Wojewódzkiego Urzędu Ochrony Zabytków w Krakowie.

## Galeria

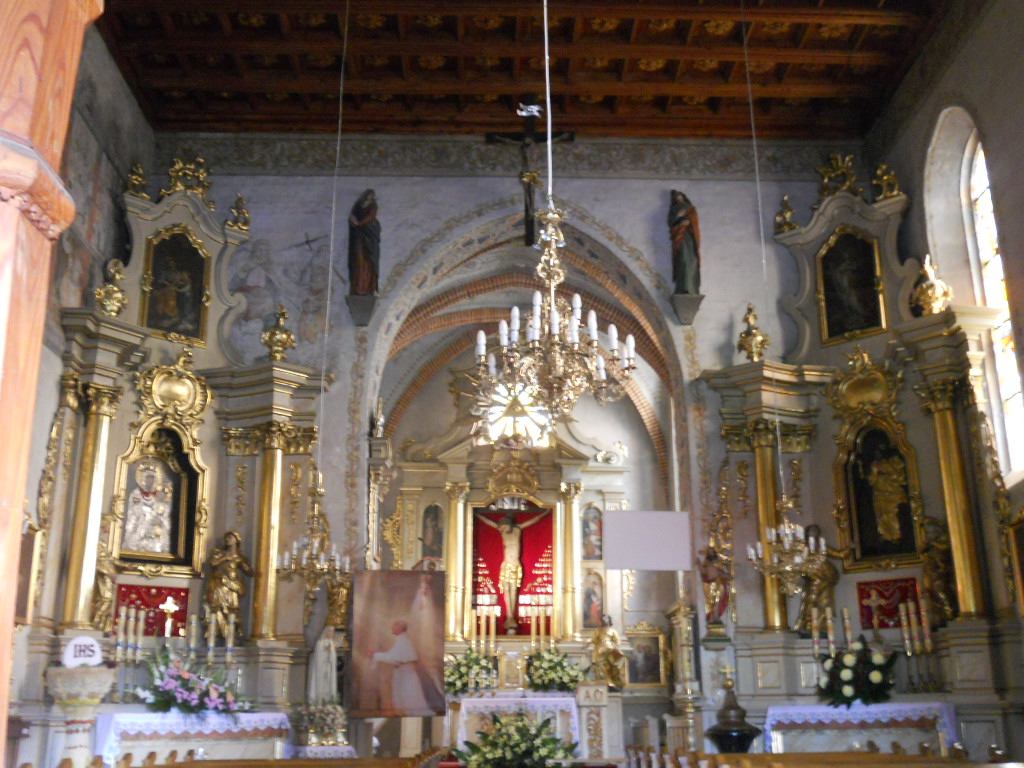
Wnętrze kościoła
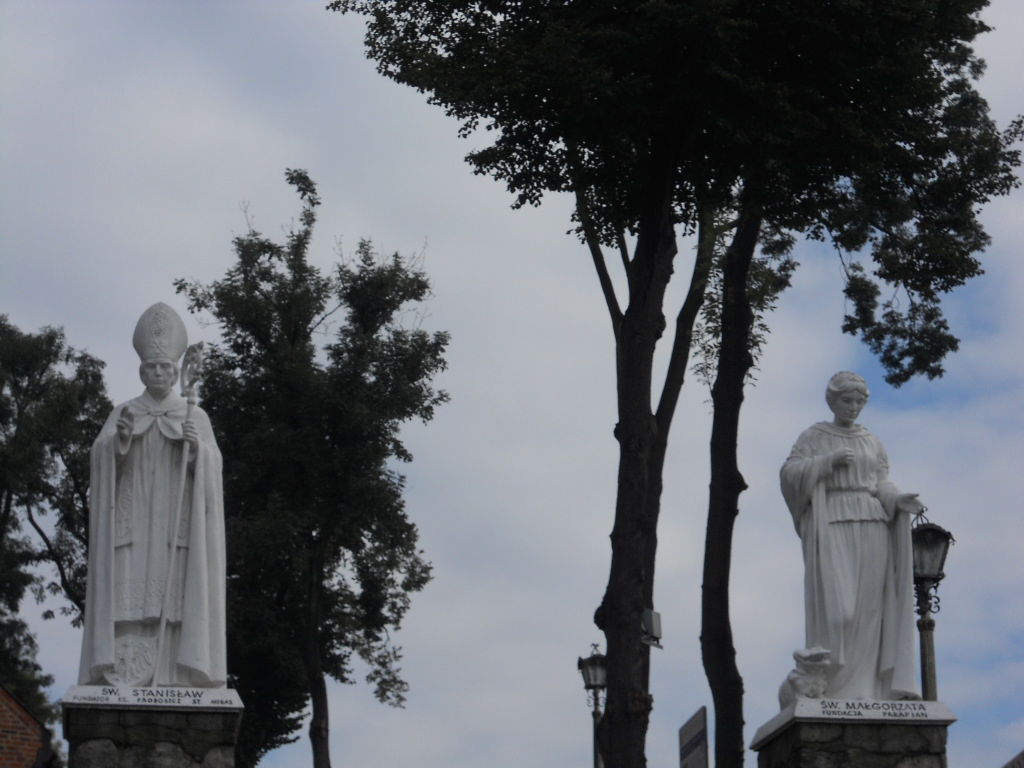
Figurki św. Małgorzaty św. Stanisława biskupa przy bramie do kościoła
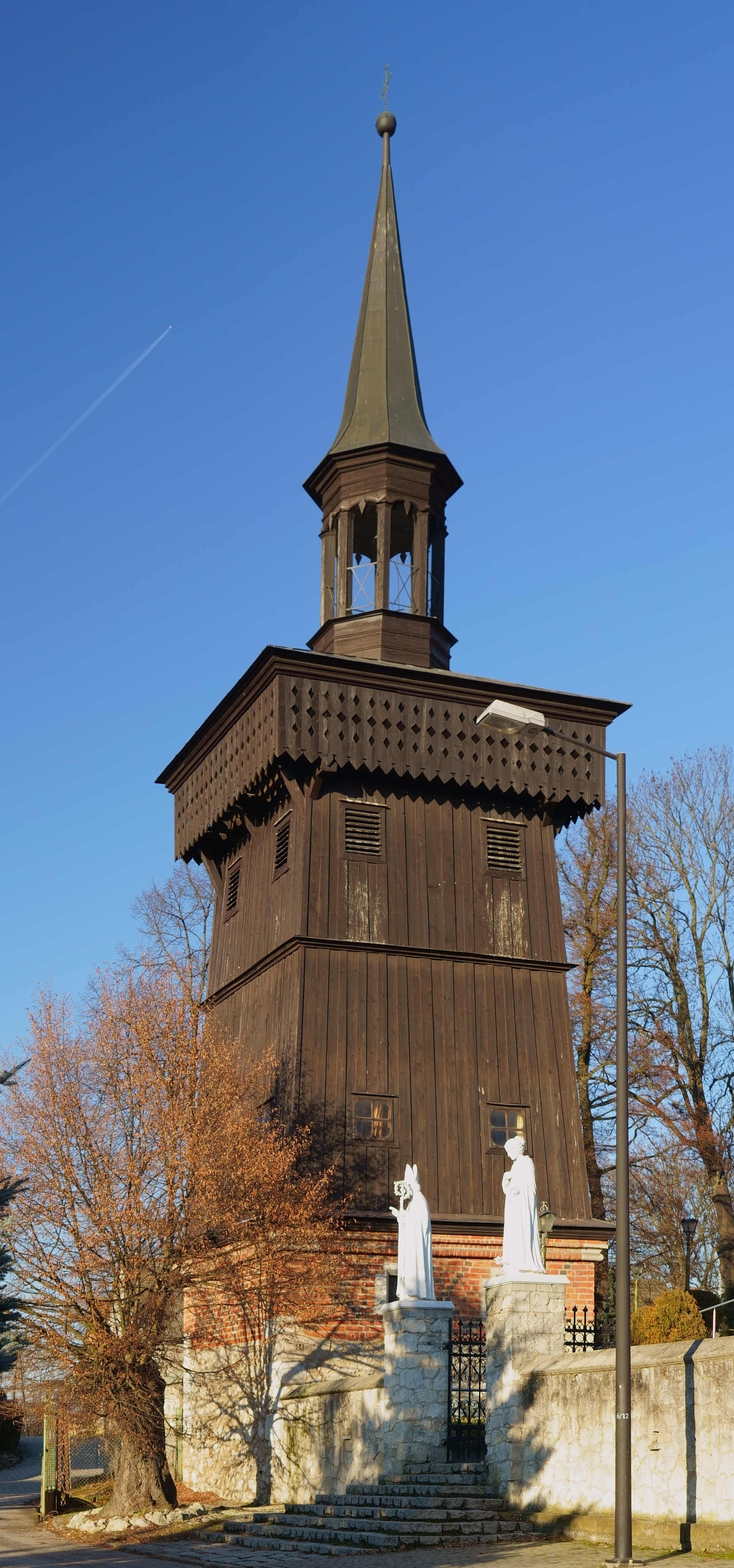
Dzwonnica przy kościele św. Małgorzaty
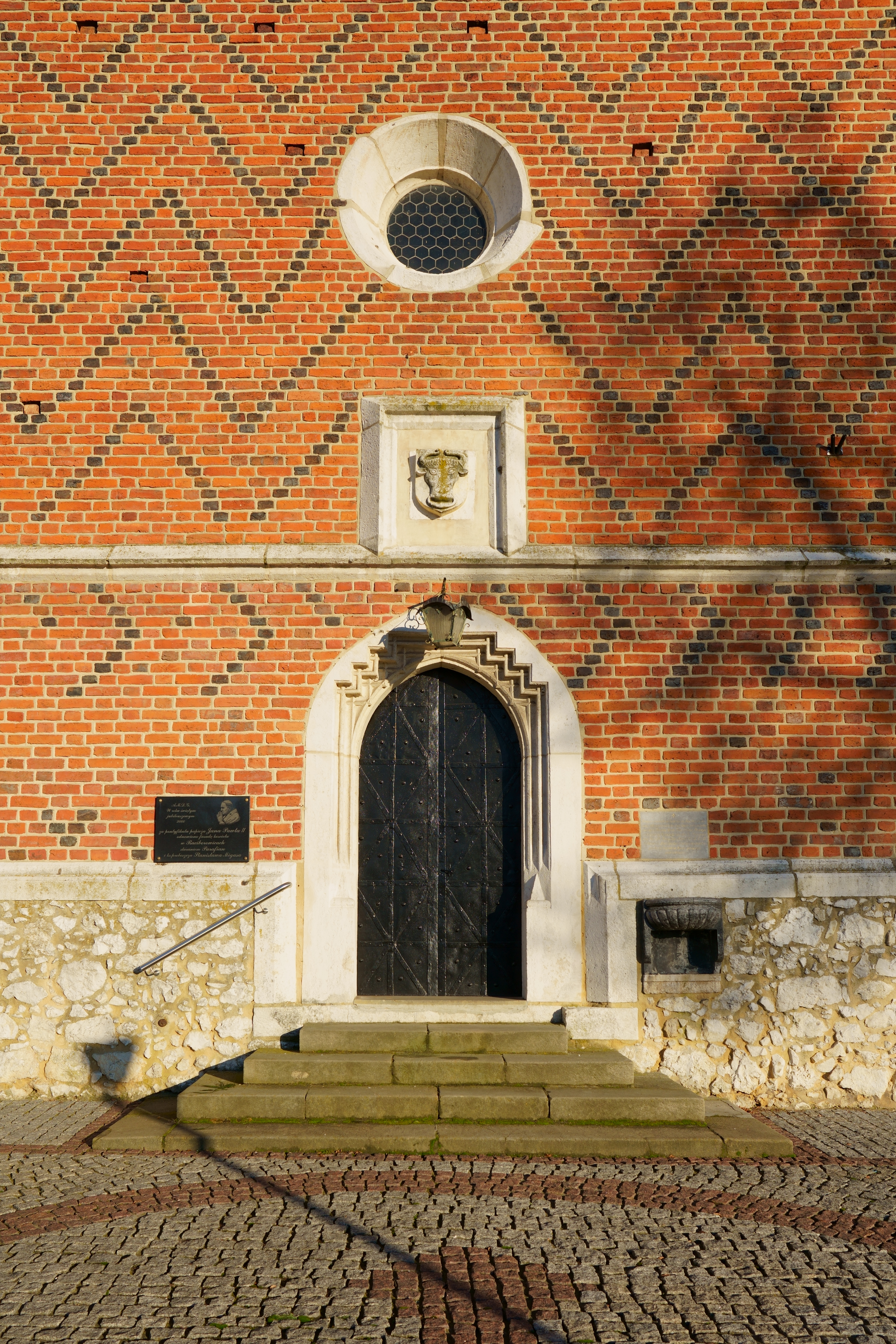
Kości oraz herb Wieniawa nad wejściem bocznym do kościoła
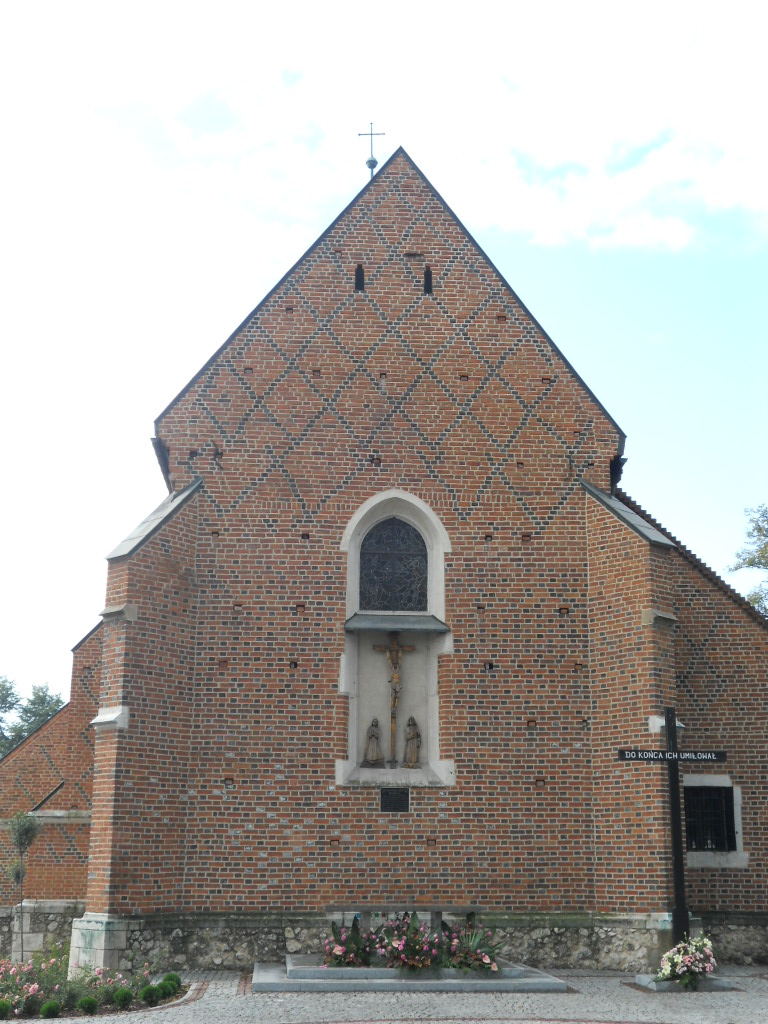
Prezbiterium kościoła od zewnątrz i Ołtarz Polowy
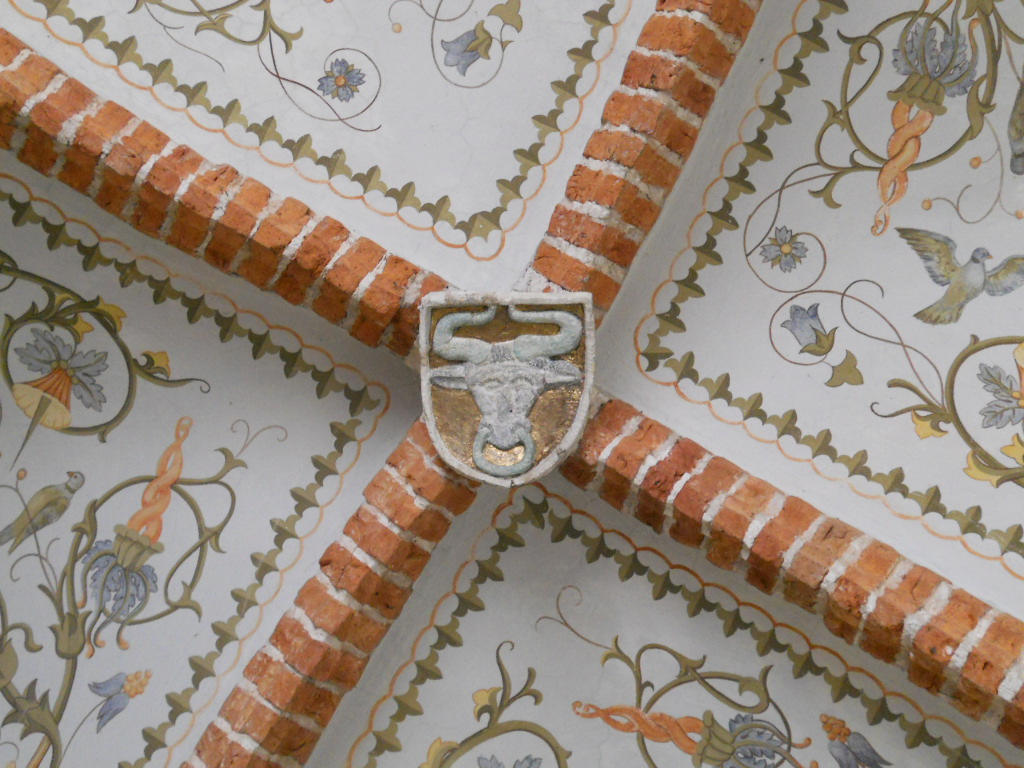
Gotyckie sklepienie Kościoła z Herbem Wieniawa